# Fontaine (métro léger de Charleroi)
Pour les articles homonymes, voir Fontaine.
La station Fontaine est une station en service du métro léger de Charleroi sur l'antenne vers Anderlues. Elle dessert le centre de Fontaine-l'Évêque densément bâti. On y trouve également des commerces. L'entrée de la station donne sur le carrefour du Nouveau Philippe, entre la route de Mons (RN90), la rue de Leernes et la rue L.Delattre. Cette station est fréquentée par plusieurs centaines de personnes par jour.

## Caractéristiques
La station est souterraine, et a été ouverte en même temps que le tunnel reliant les stations Paradis et Petria.
En 2010, la station a été rénovée et redécorée. Le revêtement du sol a été remplacé. Les murs sont couverts de modules multicolores évoquant des habitations. L'entrée de la station, en forme de cube reposant sur une arête, a également été rafraîchie.